# ヨッシーアイランドDS
『ヨッシーアイランドDS』（ヨッシーアイランドディーエス）は、任天堂が2007年3月8日に発売したニンテンドーDS用ゲームソフト。北米地域では『Yoshi's Island DS』として2006年11月13日に発売され、同年にオーストラリアやヨーロッパでも続いて発売された。

## 概要
スーパーファミコンで発売された『スーパーマリオ ヨッシーアイランド』の正統な続編作品である。開発元はアートゥーン（現・マーベラス）。前作から実に12年近くもの開きがあり、発表時は前作を知っているユーザーをかなり驚かせた。絵本のような絵柄など前作の世界観はそのままに、今作のヨッシーはベビィマリオ、ベビィドンキーコング、ベビィピーチ、ベビィワリオ、ベビィクッパの5人を背に乗せ、各キャラクターならではの能力を利用してヨッシーアイランドの上に浮かぶ島を目指して冒険する。ベビィマリオのライバルであるベビィワリオ、ベビィクッパは特定のステージで登場する。その他にも追加要素としてゲーム内でタマゴを当てた敵キャラクターをコレクションすることのできるヨッシーパーク、クリア後に登場するタイムトライアルモードなどがある。
ニンテンドーDSの特徴を利用し、ステージは上下2画面を利用した構成となる。そのため前作に比べてコース全体の広さと長さが大幅に増加している。また、たまご投げ、ふんばりジャンプ、ヒップドロップといった前作からのアクションの他、背にするキャラにより特有のアクションが追加される。
キャラ専用のギミックが登場しており5人の登場キャラを駆使しクリアしていくことから、前作に比べかなりひねりの効いた作品となっている。また、思わぬ場所に崖があったり、針やマグマなど一撃死のトラップが増加しているため、ただ普通にプレイしてエンディングを観たいプレイヤーにとっても難易度がとても高い。BGMや効果音は一新されており、操作感も若干変わっている（オプションで変更することも可能である）。

## ストーリー
前作『ヨッシーアイランド』にて、魔法使いカメックにさらわれたベビィルイージを助け出し、無事にマリオ兄弟を両親の元に届けたヨッシー達。
そんなある日のこと、カメックの命令によって再びさらわれてしまった赤ん坊のマリオとルイージ。しかも今回はピーチ姫やドンキーコングなど、世界中の赤ちゃんが次々と誘拐されていく。
こうして大勢の赤ん坊を連れ去っているコカメック達を見つけたコウノトリは、くちばしで襲い掛かり、その拍子で何人かの赤ちゃんが落下してしまう。
一方、ヨッシーアイランドで平和に暮らしている一匹のヨッシー。いつものようにお散歩をしていると、またしてもベビィマリオがヨッシーの上に落ちてきた!しかも今回は、パラソルでゆっくりと降りてくるベビィピーチまでいる。
この赤ちゃん達をどうするか相談するヨッシー達。ふと赤ん坊に目をやると、空の上をじっと見つめている。「この子の見ている方角に、きっと他の赤ちゃんもいるに違いない!」そう考えたヨッシー達は再び冒険に出ることを決意した。赤ん坊を助けてくれたコウノトリを引き連れて…。

## システム
全5ワールドでノーマルステージが8つ（4、8コースはボス登場）に加え、エンディング後に各ワールドにひみつステージが登場する。またエンディング後にワールド得点が800点を超えるとスペシャルステージが登場する。そのため全部で50のステージであるため、前作と比べると若干の減少であるが、難易度自体は前作よりも大幅にアップしている。
各ステージクリア後採点が行われる。20枚の「赤コイン」と、5つの「スペシャルフラワー」が決まった位置に置かれていて、クリア時の「スターのおまもり」の残り数値を足して採点が行われる。「赤コイン」、「スターのお守り」は1つ1点、「スペシャルフラワー」は1つ10点で採点。計100点となる。おまけの機能として、特定数のスコアに応じて残機アップ、各ワールド全コースで満点を取るごとにファイルの星が一つずつ増えていく。
またノーマルステージ（5-8、ひみつ、スペシャルは除く）にキャラクターコインが設置しており、このキャラクターコインはベビィマリオ、ベビィピーチ、ベビィDKの3人のうち該当する1人のキャラクターでなければ獲得することができない（違うキャラクターの場合はコインの弧の部分に点線のみが描かれている）。このキャラクターコインも100点採点同様やりこみ要素の一つに加わっている。
また、前作のスイカが登場せず、ストックアイテム機能も廃止されている。アイテムストック機能廃止は難易度をさらに高くさせる結果となっている。前作はクリア直前にスターのお守りが足りなくてもストックアイテムの「スターのお守り」のアイテムを使うことで補充することができたが、今作は「スターのお守り」不足で100点を逃してしまう可能性が非常に高くなっている。そのため100点を狙うプレーヤーにとっては前作以上に難しい内容になっている。
また、ミニゲームが5種類、ボーナスステージが5種類用意されている。ボーナスステージはステージクリア後にプレーできるが、各ワールドのごとに合計得点が700点以上になるといつでもプレーできるようになる。ミニゲームは冒険中に遊び優秀な成績を収め金のコインを取ると、本編とは別に用意されているミニゲームコーナーで難易度の上がった上級コースを遊ぶことができる（又はキャラクターコインをコンプリートすることでも上級コースを遊べるようになる）。

## 登場人物

### 5人のベビィ
背中に乗せるベビィによって、能力が変わる。しかし、ダメージを受けてヨッシーと各ベビィが離れているときはそれぞれの能力が使えなくなる。
ベビィマリオ（声：チャールズ・マーティネー）
スタート時から登場。最初から使える。Yボタンを押し続ければダッシュすることができる。
また、Mと書かれたブロックが実体化するようになる。
さらに、スターによってパワフルベビィになれるのはベビィマリオだけである。
ベビィピーチ（声：ニコール・ミルズ）
バスストップで赤ちゃんを交換する時に登場。1-5以降使える。
パラソルで風を受け、その風向きに移動することができる。しかし、たまごを投げても反射は発生しない。
ベビィDK（声：長嶝高士）
ワールド2から登場。一度登場すればいつでも使える。
ツタや鎖にぶらさがったり登ったりできる。また、ベビィピーチと同じくたまごの反射は発生しないが、割れたときに広範囲の爆発を起こすことが出来る。
力が強いためワンワン岩を運ぶスピードが速く、さらにヒップドロップで杭を一気に根元まで打てる。
さらに、しゃがんでYを押すことでDKアタックができる。とても高性能なベビィである。しかし、体重が重いからか踏ん張りジャンプの滞空時間が短いのが欠点。
ベビィワリオ（声：チャールズ・マーティネー）
ワールド3-5で登場し、3-5〜3-8、スペシャルコース3、5-8で使える。
磁石を使って金属でできたリフトや箱、コインを吸い寄せられる。
ベビィ自身の体重の上磁石による重さがあるため、ベビィDKと同じく踏ん張りジャンプの滞空時間が短い。
ベビィクッパ（声：ドロレス・ロジャース）
ワールド4-5で登場し、4-5〜4-8、5-8で使える。
ベビィクッパ自身が炎を吐いて攻撃する。しかし、たまごは作れなくなる（投げることはできる）。
ベビィDK、ベビィワリオと同じく踏ん張りジャンプの滞空時間が短い。

### ヨッシーの種類
ステージ1（および5-8）：緑ヨッシー

ステージ2：ピンクヨッシー

ステージ3：水色ヨッシー

ステージ4：黄ヨッシー

ステージ5：紫ヨッシー

ステージ6：オレンジヨッシー

ステージ7：赤ヨッシー

ステージ8：青ヨッシー（5-8のみ緑ヨッシー）

秘密ステージ：黒ヨッシー…エンディング後登場

スペシャルステージ：白ヨッシー…エンディング後ワールド得点計800点以上で登場

### 敵キャラクター
本作ではタマゴで敵キャラクターを倒すとヨッシーパークに追加されるようになっている（ボスキャラクターを除く）。一部キャラクターは、パーク内で一時的に仲間にすることも可能。

#### 前作から登場した敵キャラクター
ヘイホー
ムーンサルトヘイホー
プロペラヘイホー
竹馬ヘイホー
デブホー
ヤリホー
ヤリヤリダンサー
いつのまにかヘイホー
ゆーれいヘイホー
フラワーヘイホー
あほーどりヘイホー
ボロドー
ノモズ
ニセフラワー
ニコプーフラワー
ターくん
あほーどり
コンテナあほーどり
ほねあほーどり
あほーむし
ほねあほーむし
ほねあほーどりがパーク内にいる場合、一時的に仲間にすることが可能。
てっぽーうお
あつあつてっぽーうお
ミットさん
バットくん
エネミー風船
バブル
おたま
タマゴフラワー
サンボフラワー
パンジーさん
カンテラくん
パックンフラワー
ポンキーパックン
プチパックン
綿毛パックン
テレサ
ドンブリブロス
カチカチくん
キラー
ウンババ
プクプク
水中プクプク
ワンワンドスン
ビッグワンワン
つむじ君
パサパサ
ノコノコ
パタパタ
おさるさん
ジュゲム
かべあなジュゲム
サンボ
砲台サンボ

#### 本作から登場した敵キャラクター
海賊ヘイホー
白い服にバンダナを付けたヘイホー。通常のヘイホーとあまり変わりない。
ぐらぐらヘイホー
縦に積み上がったヘイホー。名前通りに非常にバランスが悪く、一匹倒すと全員が崩れ落ちる。
浮輪ヘイホー
浮輪をつけて水面を泳ぐヘイホー。
パラソルヘイホー
頭に傘を付けたヘイホー。風が吹くと舞い上がり、滞空時間が長い。
ロケットヘイホー
主にロケットステージに登場。なぜかロケットに入るのではなく、側面にしがみついている。ボス戦中でないとタマゴを当てる事はできず、倒せない。
ファイアムーチョ
砲弾ではなく火を吹くムーチョ。
バンジーパックン
天井にぶら下がっている紫色のパックン。ヨッシーが真下に来ると茎を伸ばして襲いかかる。
ゆーれいパックン
幽霊になったパックン。その場で漂いつつ、ヨッシーが近づくと飲み込む。
たまごウンババ
竿の先にタマゴを付けてヨッシーを釣るウンババ。近づくと竿で攻撃してくる。倒す事はできないが、タマゴを当てると一定時間引っ込む。
バクバク
巨大化したプクプク。ノモズと同様、大きな口でヨッシーを丸呑みしようとしてくる。飲み込まれると即ミスになるのも同様だが、ノモズとの違いは高くまで飛んでくること。倒す事はできない。
バウンドワンワン
その場で、もしくは横移動しながら跳ねるワンワン。5-1に大量に現れる。倒せない。
スーパービッグカチカチくん
後ろから転がってくる巨大なカチカチくん。壁を登ることもできる。転がる速度が非常に速く、マリオを乗せてダッシュしないと追いつかれる。倒せない。
ぽろぽろサンボ
天井にぶら下がっており、爆発するサンボを落とす。倒せない。
ロープサンボ
天井にぶら下がっており、咥えているロープにサンボをつたわせる。倒せない。
スーパービッグウンババ
通常のビッグウンババより遥かに長い体を持ったウンババ。全身を現す際、ヨッシーの乗る足場を壊して妨害をしてくる。後はビッグウンババと同様。
ゲッソー
水面から飛び出してくるイカ。
ショクヨッくん
黄色の丸い球体。投げつけられたタマゴを食べてどんどん巨大化し、最終的には割れてしまう。触れてもダメージはないがはじかれる。
つくしさん
ヨッシーの行く手を阻むように伸びる。触れてもダメージはない。
つぼびょ〜ん
壷から飛び出してくる。タマゴを当てて壷をひっくり返せば足場になる。ひっくり返っている時は移動をする。倒せない。
バッハロー
ヨッシーを見つけると突進してくる。倒すには崖から落とすか、炎で焼くのみ。
ブタクサ
風を起こし、プチパックンの種を吹き飛ばす。
ブツブツくん
ただただその場で振り子運動をするのみ。
ポルターおばけ
花瓶や椅子がヨッシーめがけて飛んでくる。その正体はカガミおばけの子分。
ヤドカリくん
地形を這いながら歩くヤドカリ。タマゴを当てると貝殻の色が変わり、3回当てると倒せる。
ワニワニくん
ガジガジと音を立てながら歩く。ツタを上り下りすることも。
ノミーン
近づくと、高く飛び跳ねて近寄ってくる。

#### ボスキャラ
第4ステージに中ボス、第8ステージに大ボスが出現する。基本的に、前作と同じく通常の敵キャラがカメックの魔法により巨大化したものと戦う。ただし、アリジゴくん戦では砂地獄から現れた敵、プーリー戦では羅針盤のような回転盤から現れたお化け、ビッグたけうまヘイホー戦ではカメックの魔法で動きだしたたけうまヘイホーの巨像との戦いになる。前作と違い、オリジナルのボスが多い。
ビッグドンブリブロス
※ワールド1、コース4。
ドンブリブロスが巨大化したもの。今回は2体いる。ライフは共有されており、一方に卵を当ててパンツをずらすと、もう一体のパンツもずれる。普段は二体で重なって動き、地面に着地すると乗っていたもう一体がジャンプして地面に着地するコンビネーション攻撃をしてくる。
ビッグブツブツくん
※ワールド1、コース8。
ブツブツくんが巨大化し、たくさんのボールをつけたもの。天井にぶらさがりつつ、上下運動等を行う。ボールを全部消滅させると倒せる。
カガミおばけ
※ワールド2、コース4。
普段は姿を消している巨大なオバケ。このボスは最初から巨大化しており、カメックの魔法で姿を消す。
上画面が本物の世界で、下画面は上画面の光景が上下逆に映った鏡になっており、本体は鏡にしか映らない。ダメージを受けると体が小さくなっていき、その度に鏡を割って姿を見えづらくする。
ビッグバンジーパックン
※ワールド2、コース8。
バンジーパックンの巨大化版。左右に移動しながら触手を伸ばして攻撃しつつ、ヨッシーを狙って急降下し、かじってくる。フィールドにあるワンワン岩をかじらせることで弱点の舌が出る。
ビッグバクバク
※ワールド3、コース4。
バクバクの巨大化版。同ステージは水上に足場が浮かんでおり、バクバクはこの足場を崩す攻撃、水中から飛びかかってヨッシーを捕食するなどの攻撃を行う。高く飛び上がったところで口にタマゴを当てることでダメージを与えることが出来る。また、ビッグバクバクに食べられても一発ミスにはならないが、しばらく動けなくなる。
アリジゴくん
※ワールド3、コース8。
巨大なアリジゴク。魔法によって生み出されたボスで、道中に元となる雑魚敵はいない。
下から飛び上がってヨッシーを丸呑みにしようとしてくる。飛び上がった所にタマゴを当てるとダメージを与えられる。
プーリー
※ワールド4、コース4。
滑車に六個のボール上の顔が付いたボス。プーリーとは滑車のこと。魔法によって生み出されたボスで、道中に元となる雑魚敵はいない。
滑車は上画面にあるためそこから動かず、下画面にある回転リフトを回すと滑車が連動して回転する。大きくなった顔にタマゴを当てるとダメージを与えられる。
ビッグたけうまヘイホー
※ワールド4、コース8。
巨大な竹馬に乗ったヘイホー。ヘイホーが巨大化したものではなく、ヘイホーを象った巨像にヘイホーが多数乗り込み、中で操縦しているものである。カメックの魔法により動き出した。
ゆっくりと前進してヨッシーを足場から落とそうとしてくるが、通常の竹馬ヘイホー同様正面からの攻撃は通用せず、タマゴを当てて後退させ、逆に足場から落とす必要がある。タマゴは目の部分から飛び出してくるヘイホーから張達できる。なお、タマゴ補給の必要のないベビィクッパを利用すると楽に戦うことが可能。
卵を連続でぶつけて後ろに突き飛ばし、マグマ池に落として頭上でヒップドロップすると、ダメージを与えられる。
ビッグデブあほーどり
※ワールド5、コース4。
巨大化したあほーどり。このボスのみ、ただ巨大化するのではなく、非常に太った肥満体になっている。また、巨大化する瞬間は映らず、最初から巨大化した状態で画面外から現れる。
ステージに足場がなく、ビッグデブあほーどり共々自由落下しながら戦うことになる。この為特有の操作のクセに慣れる必要がある。ヒップドロップで攻撃してくるあほーどりをかわし、その頭にヒップドロップを命中させることでダメージを与えられる。
前述の通り足場の全く無い空を常に落ちながら戦うので、ヒップドロップを外すとそのままミスになってしまう。
クッパ（ベビィクッパ、クッパ、ビッグクッパ）
※ワールド5、コース8。
本作のラストボス。ヨッシー達が自分の宝を奪おうとしていると勘違いしたベビィクッパが相手になり、その後スターチルドレンを狙う未来から来たクッパ、続いてカメックの魔法で巨大化したクッパとの三連戦になる。性質上、ベビィクッパを選択して戦うことはできず、戦闘前にベビィクッパを載せていると強制的にベビィマリオへと交換させられる。
ベビィクッパはタマゴを当てるだけでダメージを与えられる。
クッパには風船が持ってくる巨大タマゴを当ててひっくり返し、腹にヒップドロップを叩き込む必要がある。
ビッグクッパ戦では四匹のヨッシーを同時に操作することになる。ただし、主にベビィマリオを乗せたヨッシーを操作し、他の3匹はベビィマリオを乗せたヨッシーと同じ行動を行うという形になっており、操作方法が変わるわけではない。また、追従する3匹に当たり判定は無い。
時折巨大卵を4つぶら下げたバルーンが漂ってきて、触れるとそれぞれのヨッシーに巨大卵が1つ配られる。その状態で顔をタマゴで狙わないとダメージを与えられない。
この時も追従する3匹はベビィマリオを乗せたヨッシーと連動して同じ場所に同じタイミングで卵を投げるため、わざわざタイミングを合わせる必要は無い。

## 仕掛け
バスストップ
初登場。赤ちゃんを入れ替えるために使う。
メッセージブロック
攻略のヒントになるメッセージを出す。たまに歌う。
ジャンプ台
乗ってタイミングよくジャンプすると大ジャンプできる。小さいものと大きいものが存在する。
ハテナ雲
タマゴか敵キャラを当てるとアイテム、或いは階段やヒマワリの種（地面に落ちると発芽して茎が伸び、葉を足場にして上に登ることが出来る）等が出現する。中には隠れたハテナ雲もあり、ヨッシーが接触するかタマゴ等をぶつけると出現する。ワンワン岩を接触させる事でのみ出現するハテナ雲も存在する。
チューリップ
タマゴか敵キャラを入れるとお守りスターを8個吐き出して消える。既にスターが30ある場合はコインを出す。
スイッチ
踏むと一定時間、見えなかったコインや足場が出現したり、秘密の入り口に入れる。
線リフト
乗ると線に沿って動き出す足場。線が切れているところにつくとそのまま落ちてしまう。リフトの色によって移動スピードが異なり、緑→黄→赤の順に速くなる。上方向に移動するリフトの場合、最も速い赤なら上昇中にジャンプすることで大ジャンプができる。
本作ではヨッシーが乗っている間だけ動くリフトや、逆に乗っている間だけ停止するリフトが新たに登場する。
やじるしリフト
普段は回転しているが乗るとその方向に移動する。向きを変えるときはジャンプする等して矢印の向きを変えればよい。青い矢印のものは長い間乗り続けると消滅し元の位置に戻る。壁や天井に当たると向きが反射する。口に含むことができる。
やじるし雲
タマゴを当てると、タマゴが矢印の方向に飛んでいく。矢印の方向が時間と共に変化するものと、常に一定のものとがある。
タマゴブロック
下から叩くとタマゴを出す。
風船
下から浮かび上がってきて、ヨッシーの足場として利用出来る、大型の風船。ワールド5のステージ7で大量に出現する。
ワンワン岩
高い場所に登る為の足場にしたり、転がして敵を倒したり出来る。場所によっては厄介な障害物と化すことも。画面から消すと最初に置いてあった場所に戻るタイプと、画面から消しても最後に置いた位置にとどまるタイプが存在する。
バウンドボール
初登場の仕掛け。ピンク色をしており触れると弾かれてしまう。バウンドボールメイズというミニゲームにも登場している。
くるくるフラワー
初登場の仕掛け。一定時間、もしくは常に風を起こしている。パラソルヘイホーやベビィピーチのふんばりジャンプで風に乗ることができる。

## アイテム
タマゴ
基本的にはこれで攻撃する。ザコ敵を飲み込んだりタマゴブロックを叩いたりして入手する。壁に反射させるごとに緑から黄色→赤になり、舌でキャッチすることでゲット出来る。緑以外のタマゴは敵などに当てるとアイテムを出す。黄色はコイン、赤はスター2つ。最高6個までストックできる。
スターのおまもり
ダメージを受けた際の赤ちゃんのシャボン玉状態の時間を延ばす。最大30個まで貯められる。
コイン
100枚取ると1UP。タマゴでも取れる。
赤コイン
得点に加算される特殊なコイン。1ステージにつき20個ある。1個1点。前作と違い黄色コインとの見分けはつかなくなっている。敵が持っている赤コインは最初から真っ赤。
スペシャルフラワー
花。得点に加算される。1個10点。1ステージにつき5個あり、全て取ると1UP。ヨッシーが触れる以外にタマゴや敵を当てても取れる。
スーパースター
キラキラ輝く小型の星。マリオだけが取れる。取るとマリオが一定時間「パワフル赤ちゃん」に変身する。パワフル赤ちゃんは無敵で、ダッシュや壁登りといった独自のアクションを使用出来る。また、トゲ床も難なく歩くことができる。
キャラクターコイン
ベビィマリオ、ベビィピーチ、ベビィDKの絵が描かれた特殊なコイン。1ステージにつき1個ある。特定のキャラクターでしか取ることが出来ない。キャラクターコインを集めるにつれてミニゲームが増える。

## モーフィング（変身）
特定のステージにあるシャボンに触れることにより、シャボンの中のものに変身する事が出来る。一定時間が経つ（この場合、変身した地点に戻される）か、変身すると出現するヨッシーブロック（ヨッシーの顔が書かれたブロック）に触れることで解除可能。ヨッシーブロックに触れて変身を解かないと先に進めないステージも存在する。本作ではきかんしゃと車が削除されている。
ヘリコプター
十字キーで自在に空を飛べるようになる。攻撃は出来ない。高速で飛べるが敵に当たるとガクッと高度を下げるため、それが原因でアウトになることが多い。
モグラタンク
土壁を掘ることができ、壁に張り付いての移動も出来る。攻撃は出来ない。
せんすいかん
潜水艦。水に潜ることが出来る。本作では魚雷が撃てなくなっている。こちらも敵に当たると一気に沈んでしまうため、そのままアウトになる可能性が高い。

## 乗り物
本作ではモーフィングが数種類削除された代わりに数種類の乗り物アクションが追加された。自分で操作するものもあれば、半自動で動くギミック的要素のものも存在している。

### 前作に登場した乗り物
スキー
一部コースに出現する特殊な小屋に入ると乗ることができる。一度乗り始めると自動で動き出す。ジャンプをすることで障害物を避けたり、速度調整が可能になる。障害物にぶつかると雪だるま状態になり一切の操作を受け付けなくなるので注意が必要である。

### 新登場の乗り物
カンガルーさん
乗ると大ジャンプをして動き出すもの。ジャンプはほぼ自動的に行われる。ジャンプボタンを長押しすることで滞空時間を増やすことも可能。途中下車は不可能で、定位置に行くまでジャンプし続ける。
竹馬
脚の長い竹馬で、主にマグマの上に配置されている。一定のスピードではあるが、左右に操作可能でジャンプで乗り降りもできる。
トロッコ
乗ると半自動で動き出す乗り物。落ちるか終点に行くまで止まらない。どんな敵でも、一度動きだしたトロッコにぶつかると倒されてしまう。ジャンプすることで乗り降りが可能。
ロケット
扉に入って乗り込むと乗ることができる乗り物。宇宙空間を進み、スピードを出すことが可能だが、敵や星にぶつかるとミスになる。

## ボーナスチャレンジ
ゴールのルーレットでフラワーの所に止まると、以下の5つからランダムに選ばれた1つがプレイ出来る。また、前述の通りワールド合計スコアが700点を超すと何度でも遊べるボーナスチャレンジが出現する。（）内は出現するワールド。
カードめくり（1）
8枚のカードを好きなだけ選び、その間に出た1UPを全て貰う事ができる。真ん中の「せいさんパネル」を選ぶことでいつでも清算可能。
1枚だけ紛れているカメックが出ると全ての1UPを没収されるが、これを最後まで残すと「10UP」に変化する。
スクラッチ（2）
7枚の内3枚を削り、出たマリオの数によりUP数が決まる。最大5UP。
カードあわせ（3）
16枚（8ペア）の神経衰弱で、ペアが出来た1UPを全て貰える。お手つきは2回まで。最初に全てのカードの中身を見ることが出来る。
最後になったペアは、元が何であろうと「10UP」に変化する。
ルーレット（4）
残機の中から最大99匹まで好きなだけ賭け、「＋、×」「0〜3までの数字」が書かれたルーレットを止め、｛「賭けた数」「出した符号」「出した数字」｝の結果が返ってくる。「×」「0」による賭け機全没収があるため、非常にリスキーなミニゲーム。
スロット（5）
3つのリールを止め、出たものによりUP数が決まる。